# Йоганн Ґотліб Фіхте
Йо́ганн Ґо́тліб Фі́хте (нім. Johann Gottlieb Fichte; 1762—1814) — німецький філософ, представник німецької класичної філософії.

## Біографічні відомості
Народився 19 травня 1762 року в Рамменау, у сім'ї ткача. З 1794 року працював професором Єнського університету. В 1799 році був звинувачений в атеїзмі та звільнений з університету, після чого переїхав до Берліна і займався читанням публічних лекцій. Добровольцем брав участь у антинаполеонівській війні і в 1814 році помер від хвороби у військовому шпиталі. Похований на Доротеїнштадтському цвинтарі.

## Науковчення
У своїх перших трактатах Фіхте першочергову увагу приділяє філософсько-моральним проблемам. Так, у працях «Досвід критики усякого одкровення», «Нотатки про правильність висновків громадськості по відношенню до французької революції» Фіхте зводить поняття «практичної філософії» до діяльності лише моральної свідомості. Він виводить моральні принципи як вимоги абстрактного розуму. Основу своєї практичної філософії він вбачає в тому, що принципи моралі повинні спиратися на теоретичне обґрунтування, маючи зв'язок із чіткою науковою системою.
Головний твір Фіхте — «Науковчення» (1794) — є трактатом про науку. Наукові положення, згідно з його поглядами, повинні спиратися на основоположення, які є достовірними самі собою. Таким достовірним фактом є визнання суб'єктом свого існування — «Я». «Я» охоплює собою все, що може бути мислимим. Діяльність суб'єкта, який визнає своє існування, розглядається як діяльність «Я», що відбувається у формі переходів від ствердження певної тези до протилежної, а від останньої — до третьої, яка має бути єдністю першої і другої. Крім тези про існування «Я», ми можемо виділити протилежну тезу — «не—Я».
Оскільки визнання суб'єктом факту свого існування — єдина достовірність, з якої може починатися мислення взагалі, «Я» не є індивідуальним Я, або субстанцією. «Я» — це абсолютна умова для послідовного, наукового мислення. Воно є основою морального мислення, яка діє як абсолютна надсвідомість. Індивідуальне «Я» є відображенням абсолютного «Я», абсолютної моральності. Саме індивідуальному, емпіричному «Я» протистоїть емпірична природа «не—Я».
Теоретична філософія, усвідомивши місце «Я» і «не—Я», протиставляє їх одне одному в межах абсолютного «Я», неначе результат обмеження, розділу абсолютного. Керуючись таким методом протиставлення і синтезу, Фіхте розглядає систему теоретичних і практичних категорій буття і мислення. Такий метод називають «антитетичним»: антитези не виводять із першої тези шляхом переходу до протилежного, а ставлять поряд із тезою.
Мета діяльності людини полягає у виконанні закону моралі, обов'язку, якому протистоять природні властивості людини. Ці властивості походять з фізичної природи людини, пов'язаної з усім матеріальним світом, з «не—Я», яке протистоїть «Я» і спонукає його до діяльності. Умовою виконання морального закону може бути лише перемога над чуттєвими схильностями. При цьому Фіхте роз'яснює, що його «не—Я» не можна розуміти як кантівську «річ у собі». «Річ у собі» лежить за межами свідомості, а у Фіхте «не—Я» не здатне існувати як незалежна від свідомості реальність. Воно виникає як продукт діяльності свідомості. Ця діяльність така, що коли вона здійснюється, то в нас немає її усвідомлення. Тому повсякденне мислення взагалі її не фіксує, а сприймає її продукти, як такі що нібито існують самі собою, незалежно від свідомості та діють на свідомість.
Філософське мислення, досліджуючи достовірні самі собою основоположення, долає цю ілюзію повсякденного мислення. Насправді ця даність є лише необхідним уявленням, яке виникає з продуктивної діяльності «Я». Щоб дійти усвідомлення діяльності «Я», слід мати здатність розуму до цього. Таку властивість, для якої не існує звичного протиставлення між діянням та його результатом, між суб'єктом і об'єктом, Фіхте називає «інтелектуальною інтуїцією». Таким чином, не теоретичні положення роблять можливими практичні, а навпаки, практичність робить можливою теоретичність. Діяльність «Я» завжди веде до усвідомлення протилежного. Сама діяльність «Я» приводиться в рух чимось протилежним. Необумовлена діяльність «Я» з необхідністю відтворює протилежності: між діяльністю та її завданням, між предметом і методом, між знанням і незнанням.
Під час формулювання положень своєї філософії Фіхте систематично виводить, фіксує логічні категорії. Керуючись «антитетичним» методом, він рухається від теоретичних загальних положень — через розгляд відчуттів, споглядання, уяви, а також мислення (розсуду, здатності судження, розуму) — до положень практичного розуму з його властивостями та спрямуваннями. Викладаючи порядок розвитку категорій, Фіхте показує, що суб'єкт послідовно підіймається від нижчих щаблів теоретичної діяльності до вищих. Таким чином, метод «науковчення» відтворює історичний розвиток людського духу, природний процес розвитку здатності мислення.
У 1798 році послідовник Кантової філософії Иоган Готліб Буле (1763-1821) опублікував свій твір «Начерк трансцендентальної філософії», в якому, зокрема, стверджувалося в Кантовому дусі, що критика являє собою підготовчу науку до метафізики, а сам Кант виклав навіть систему трансцендентальної філософії.

## Етика. Вчення про свободу
Головною проблемою етики Фіхте вважав суперечність між необхідністю і свободою. Під впливом Спінози він визнає, що воля людини і уся її духовна діяльність взагалі детерміновані таким же чином, як і фізична природа. Людина підкоряється законові причинової зумовленості не тільки як частина або явище природи, а й як суб'єкт громадянського історичного процесу. Згадана детермінованість визначається настільки жорсткою, що Фіхте визнає усі поняття про випадковість лише удаваними, такими, що виникають з недостатнього розуміння суті справи, з необізнаності.
Як і Спіноза, Фіхте вбачає в свободі не безпричинний акт, а дію, що ґрунтується на пізнанні необхідності. Однак, на відміну від Спінози, Фіхте вводить поняття «ступеня» свободи, що фіксує доступність свободи людям залежно від рівня історичного розвитку суспільства, в якому індивід перебуває, а не від індивідуальної мудрості. Свобода складається не з вилученої природної чи суспільної необхідності, а з добровільного підкорення індивіда законам та цілям людського роду. Таке підкорення базується на суспільному пізнанні необхідності. Постановка проблеми в історичному контексті допомагає Фіхте показати, що існують різні ступені свободи, зумовлені відмінностями історичних епох.

## Вибрані праці

### Науковчення
- Grundlage der gesammten Wissenschaftslehre (1794/1795)
- Versuch einer neuen Darstellung der Wissenschaftslehre (1797/98)
- Die Wissenschaftslehre (1804), а також видання(1812) та (1813).

### Інші праці
- Versuch einer Critik aller Offenbarung (1792)[6]
- Beitrag zur Berichtigung der Urteile des Publikums über die französische Revolution [Архівовано 31 січня 2012 у Wayback Machine.] (1793)
- Einige Vorlesungen über die Bestimmung des Gelehrten (1794)
- Grundlage des Naturrechts (1796)
- System der Sittenlehre (1798)
- Appellation an das Publikum über die durch Churf. Sächs. Confiscationsrescript ihm beigemessenen atheistischen Aeußerungen. Eine Schrift, die man zu lesen bittet, ehe man sie confsicirt (1799)
- Der geschlossne Handelsstaat. Ein philosophischer Entwurf als Anhang zur Rechtslehre und Probe einer künftig zu liefernden Politik (1800)
- Die Bestimmung des Menschen (1800)
- Friedrich Nicolais Leben und sonderbare Meinungen (1801)
- Philosophie der Maurerei. Briefe an Konstant. (1802/03)
- Die Grundzüge des gegenwärtigen Zeitalters (1806)
- Die Anweisung zum seligen Leben oder auch die Religionslehre (1806)
- Reden an die deutsche Nation (1807/1808)
- Das System der Rechtslehre [Архівовано 11 вересня 2010 у Wayback Machine.] (1812)

## Переклади українською мовою
- Фіхте Йоганн Готліб. Про оживлення та підвищення чистого інтересу до істини / Переклав з німецької Володимир Абашнік // Культура у філософії XX століття. Матеріали IV Харківських міжнародних Сковородинівських читань (30 вересня — 1 жовтня 1997 р.) — Харків: Університет внутрішніх справ, 1997. — С. 414—421.
- Фіхте Йоганн Готліб. Про гідність людини / Переклав з німецької Володимир Абашнік // Проблема раціональності наприкінці XX століття. Матеріали V Харківських міжнародних Сковородинівських читань (29-30 вересня 1998 р.) — Харків: Університет внутрішніх справ, 1998. — С. 361—363.
- Фіхте Йоганн Готліб. Абсолютне обґрунтування права в дійсності / Переклав з німецької Володимир Абашнік // Практична філософія та правовий порядок. Збірка наукових статей. — Харків: Центр Освітніх Ініціатив, 2000. — С. 331—334.